# Charles Fox Parham
Charles Fox Parham, född 4 juni 1873, död 29 januari 1929, var en amerikansk pastor, som har betecknats som den moderna pingströrelsens fader.

## Biografi
Charles Parham föddes i Muscatine, Iowa som tredje son till William och Ann Parham. År 1878 flyttade familjen till Anness i Kansas där de köpte en gård på 16 hektar. Föräldrarna var inte kyrkligt engagerade men var gudfruktiga människor.
År 1886 blev Parham frälst under ett väckelsemöte och gick med i Metodistkyrkan. Han började snart som söndagsskollärare och redan vid 15 års ålder utnämndes Parkham till predikant.
1890 började han studera teologi (och senare även medicin) vid Southwest Kansas College i Winfield i Kansas. Efter att varit nära döden i reumatisk feber (som han ådragit sig redan i nioårsåldern) återgick han till att evangelisera. Parham fick en licens att göra så av Southwest Kansas-distriktet av Methodist Episcopal Church, och vid tjugo års ålder blev han vakanspastor i Eudora Metodistförsamling nära Lawrence i Kansas. 
Parham kom ofta på kant med sina överordnade inom Metodistkyrkan i takt med att hans förkunnelse alltmer färgades av Helgelserörelsens läror om helgelse, andedop och gudomligt helande. 
År 1895 bröt han med Metodistkyrkan och startade sin egen "Full Gospel"-mission i Kansas. Resten av sitt liv var Parham aktiv som fristående evangelist, utan samfundstillhörighet. Många "missions" (församlingar) startade runt om i USA, och även utomlands till följd av hans verksamhet. En del av dem kom senare att gå in i existerande pingstsamfund, andra fortsatte som samfundsoberoende församlingar ("non-denominationals").

### Topeka
År 1898 flyttade han och hustrun Sarah (född Thistlethwaite) och deras lille son till Topeka i Kansas, där Parham startade tidningen "Apostolic Faith" - som också kom att bli namnet på den församlingsrörelse han ledde.
Ett par år senare stratade han en bibelskola där han lärde ut att tungotalet var det obligatoriska tecknet på att man blivit andedöpt. Under en av hans predikningar (på nyårsdagen 1901) började Agnes Ozman att tala i tungor. Några dagar senare fick Parham göra samma upplevelse. Bibelskolan i Topeka fanns bara i ett år. Byggnaden som inrymde skolan såldes och Parham försökte förgäves hitta nya lokaler.

### Bethel Bible College
Parham flyttade återigen och startade bibelskolan Bethel Bible College i Houston. År 1906 genomgick den svarte förkunnaren William J. Seymour en bibelkurs vid skolan. Seymour reste därefter till Los Angeles där han blev en förgrundsgestalt inom väckelsen på Azusa Street, som kom att bli starskottet för den moderna pingströrelsen.
I oktober 1906 var Parham inbjuden att tala vid en serie väckelsemöten på Azusa Street, men kom snart på kant med äldstekåren där och gjorde ett misslyckat försök att starta en egen församling i grannskapet.
Parham fick även en kallelse att predika i Zion City i Illionis, där Christian Catholic Church (CCC) hade sitt högkvarter. Under Parhams möten där fick förkunnare inom CCC, som Fred Francis Bosworth och John G Lake, uppleva andedopet.
Kyrkans ledare Wilbur Glenn Voliva och de andra i CCC:s ledning motsatte sig dock Parhams besök och gjorde allt vad man kunde för att förhindra honom att hålla möten i Zion City. Alla offentliga samlingslokaler stängdes för honom och Parham hänvisades till privata hem, tillhörande hans sympatisörer. Alla CCC-medlemmar som besökte mötena där och tog till sig Parhams förkunnelse om andedop och tungotal uteslöts ur kyrkan. 
John G Lake och de andra utesluta anslöt sig då till Apostolic Faith Mission. Lake reste ut som missionär till Sydafrika, där han 1908 deltog i bildandet av Apostolic Faith Mission of South Africa.

### Slutet
År 1907 arresterades Parham, anklagad för sodomi. Han fälldes aldrig i domstol men hans anseende var skadat och han fick lämna ledningen för sin egen Apostolic Faith Movement. Ensam och åsidosatt ägnade han sina sista år eskatologiska spekulationer, anglo-israelism och en alltmer rasistisk förkunnelse. (Vilken är källan till denna information?) 1929 dog Parham i närheten av sitt hem i Baxter Springs i Kansas.